# Kościół Najświętszej Maryi Panny w Koblencji
Kościół Najświętszej Maryi Panny (niem. Liebfrauenkirche) – romańsko-gotycka świątynia rzymskokatolicka znajdująca się w niemieckim mieście Koblencja. Dawny staromiejski kościół farny, siedziba parafii Najświętszej Maryi Panny.

## Historia
Pierwszy kościół w tym miejscu wzniesiono prawdopodobnie około roku 500 na miejscu rzymskiego fortu. Na jego miejscu w latach 1180–1205 wybudowano późnoromański kościół, który w 1182 został siedzibą parafii. W 1245 budynek spłonął w trakcie pożaru miasta. W latach 1404–1430 rozbudowano go o gotyckie prezbiterium wg projektu Johanna von Spaya, a w latach 1486–1487 wybudowano gotyckie sklepienie. W 1688 świątynia została zniszczona przez ostrzał artyleryjski wojsk francuskich pod dowództwem Ludwika XIV, podczas odbudowy z lat 1693–1694 powstały barokowe hełmy wież. W 1786 wymieniono wyposażenie, a w latach 1851–1852 wnętrze poddano renowacji. W trakcie bombardowania z nocy z 6 na 7 listopada 1944 spłonęły wieże i dach kościoła, lecz mury i sklepienia uniknęły zniszczenia. Destrukcji uległy jednak XV-wieczne witraże. W 1953 ukończono odbudowę wież, a w 1956 ukończono restaurację reszty świątyni. W 1980 przebudowano prezbiterium, dostosowując je do wymogów soboru watykańskiego II.

## Architektura i wyposażenie
Korpus nawowy wraz z dwuwieżową fasadą ma charakter romański, a prezbiterium – gotycki. Do świątyni wchodzi się przez drzwi z 1765 roku. Barokowy ołtarz główny wykonano w roku 1680, zdobi go obraz błogosławiącego miasto św. Mikołaja pędzla Silvestra Baumanna. Witraże pochodzą z lat 1976, 1982, 1992 i 2013, ich autorami są: Jakob Schwarzkopf, Hans Gottfried von Stockhausen i Heinz Kassung. Organy wykonano w 1987 roku w warsztacie Lothara Simona w Borgentreich, w 2007 ukończono ich przebudowę przeprowadzoną przez przedsiębiorstwo Orgelbau Siegfried Merten. Na wieżach kościoła zawieszone są łącznie cztery dzwony, jeden z nich, znany jako Barbaraglocke lub Lumpenglocke, używany jest codziennie o godzinie 22:00.

## Galeria

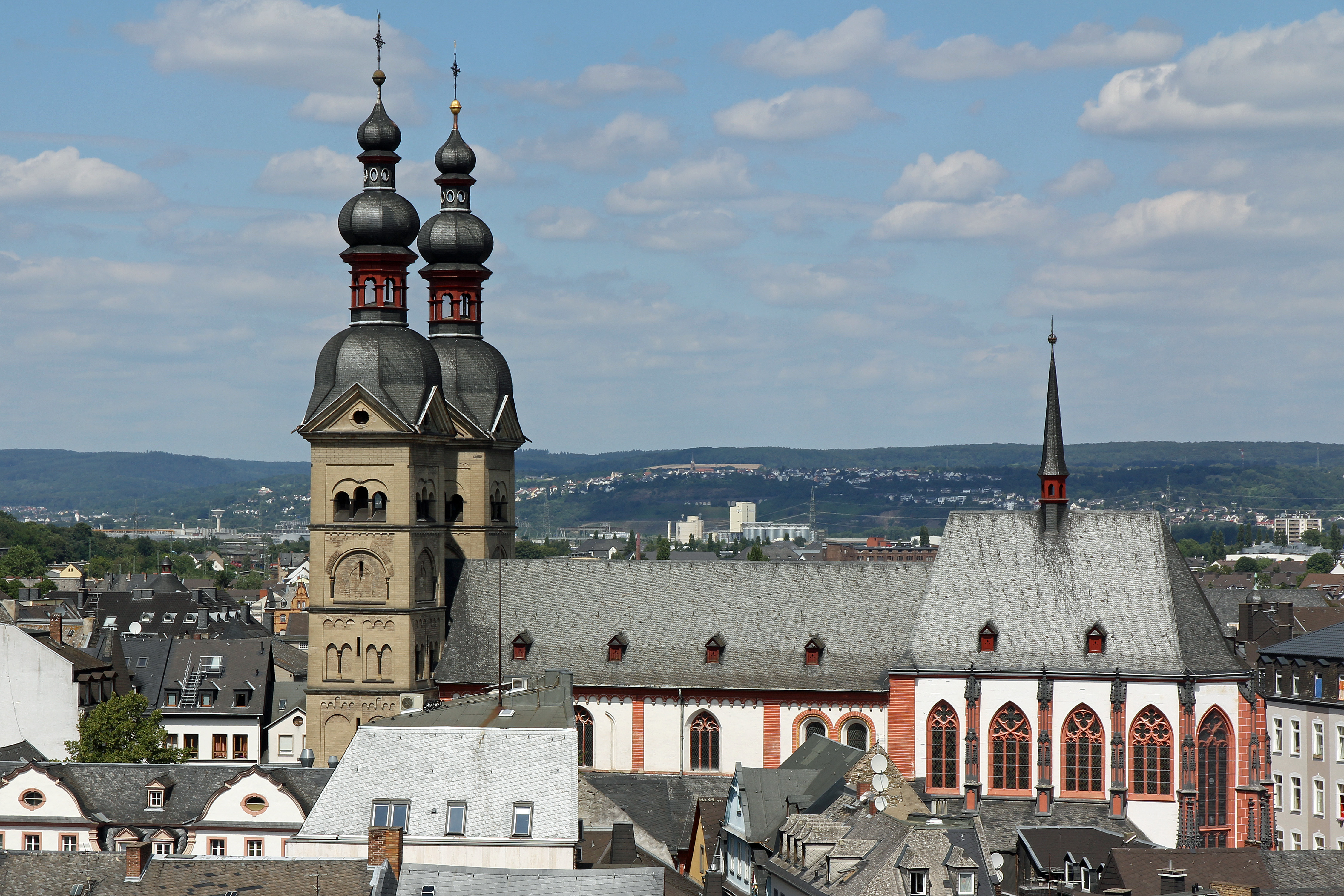
Widok z południa
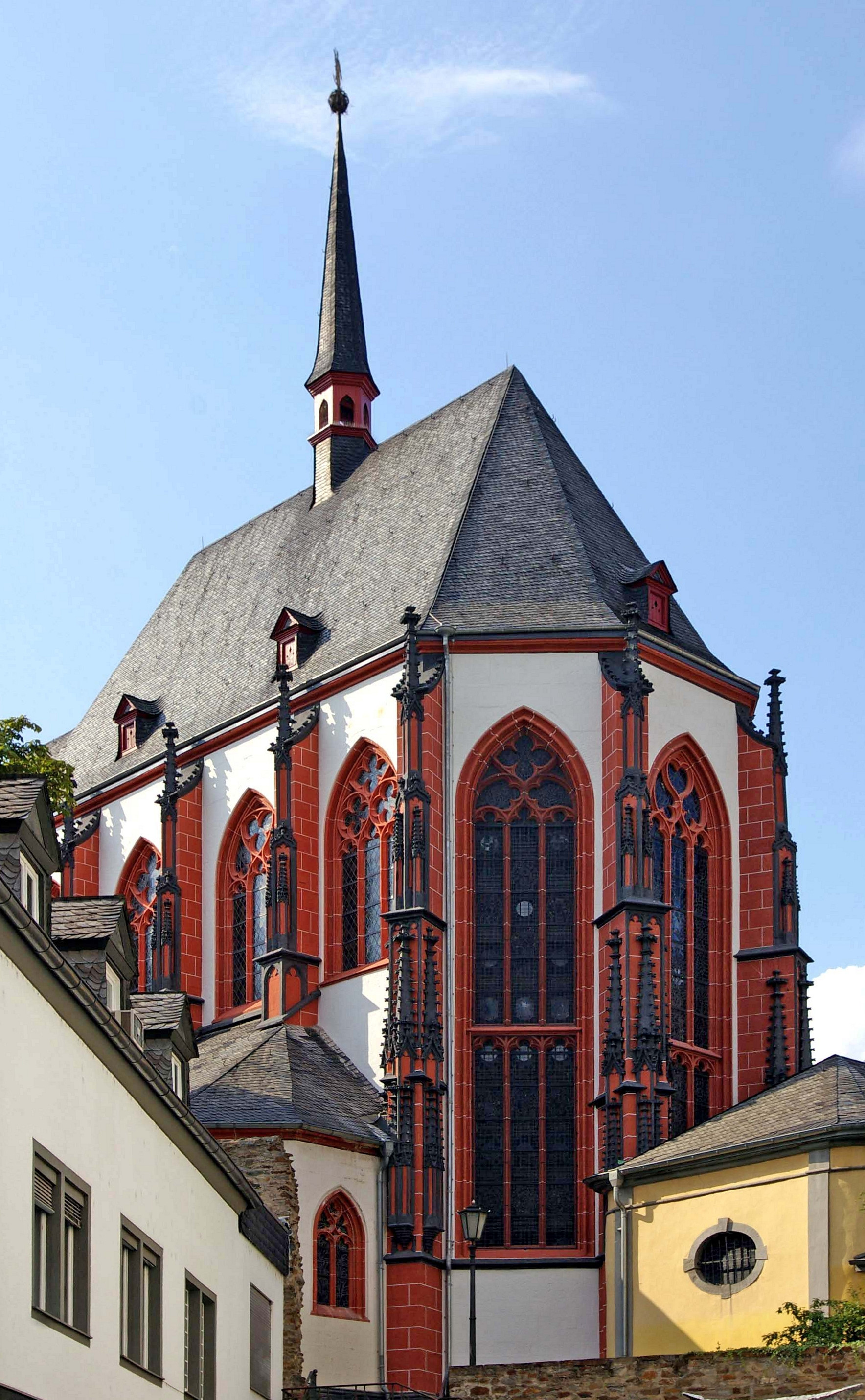
Prezbiterium
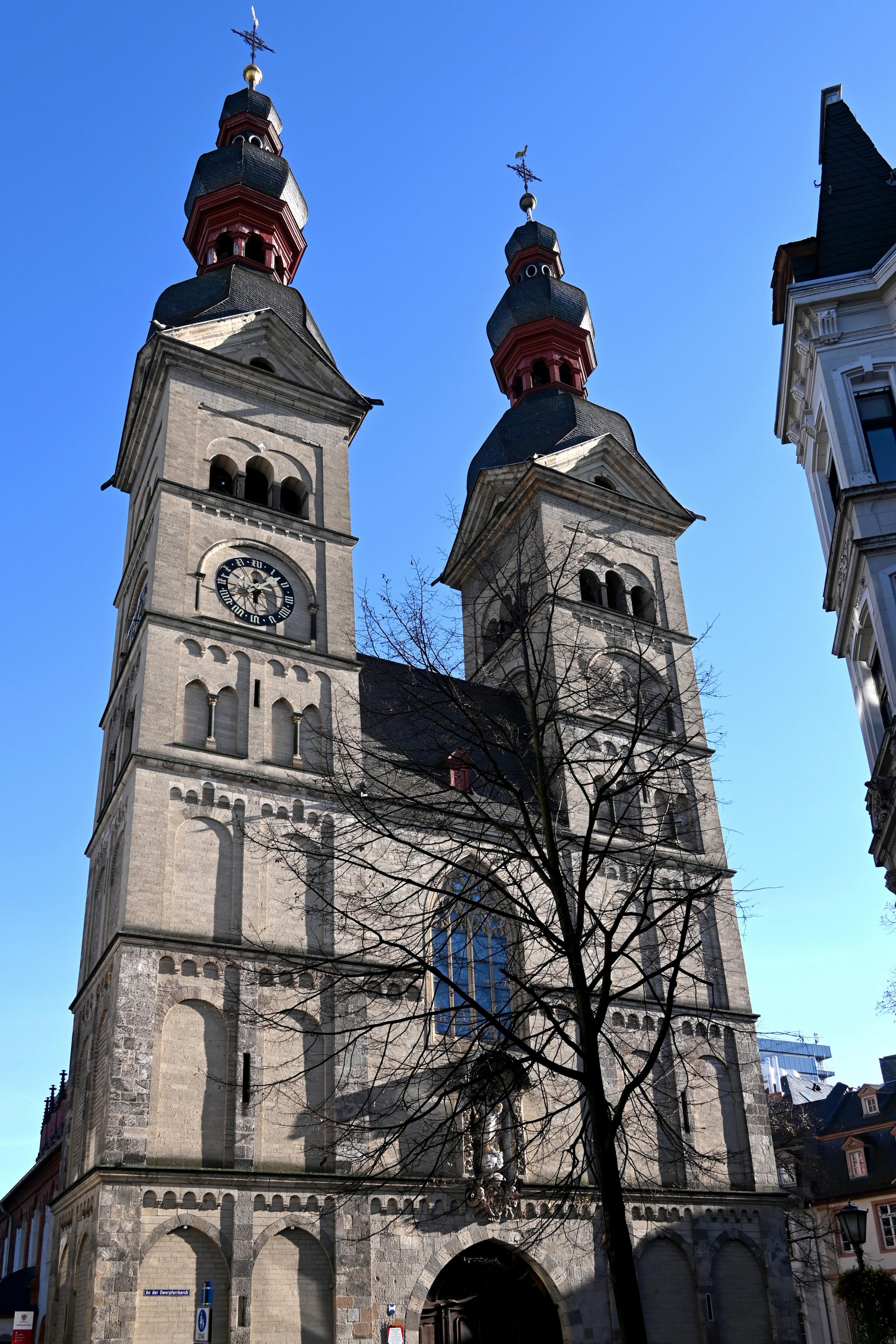
Fasada
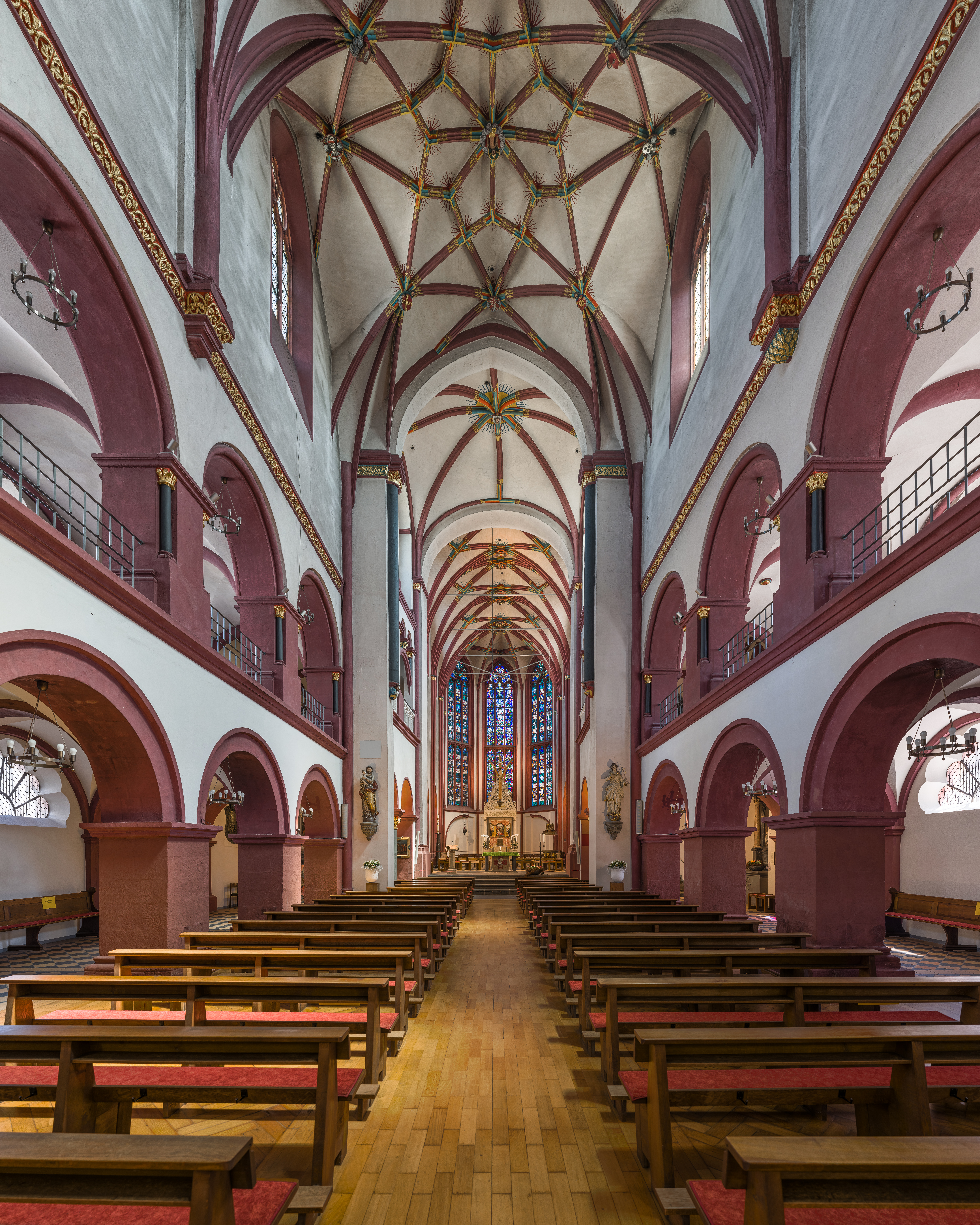
Wnętrze
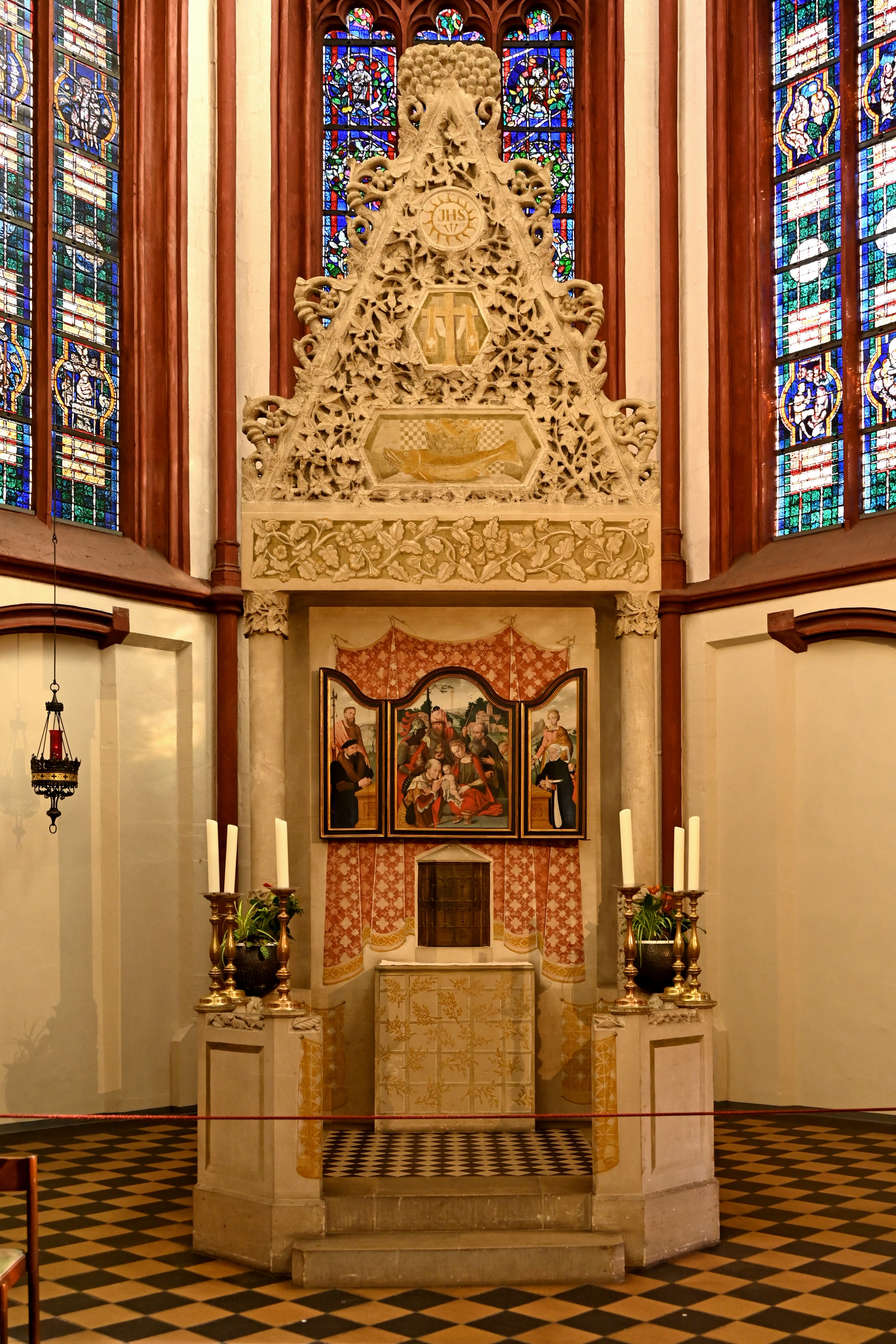
Ołtarz główny
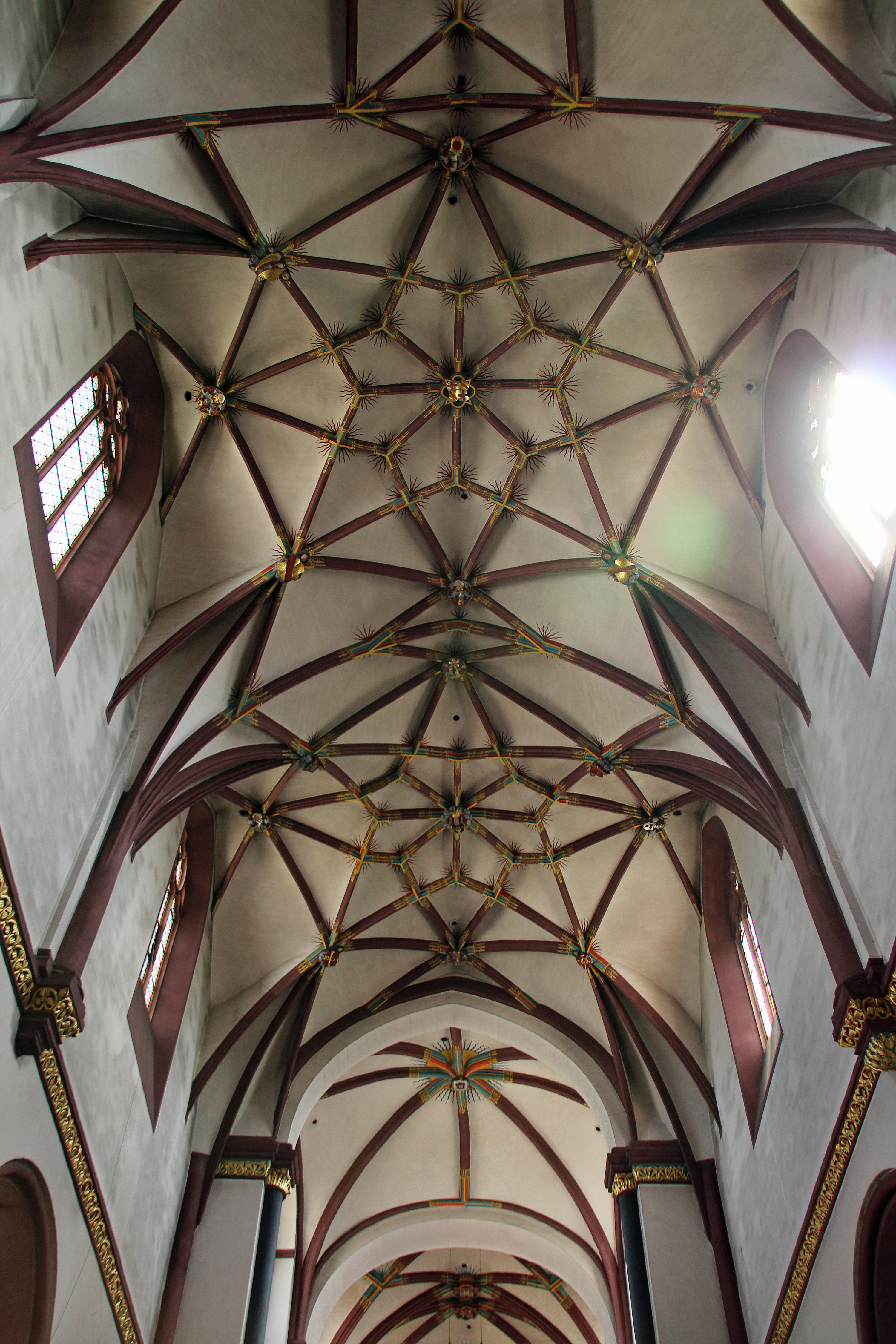
Gotyckie sklepienie
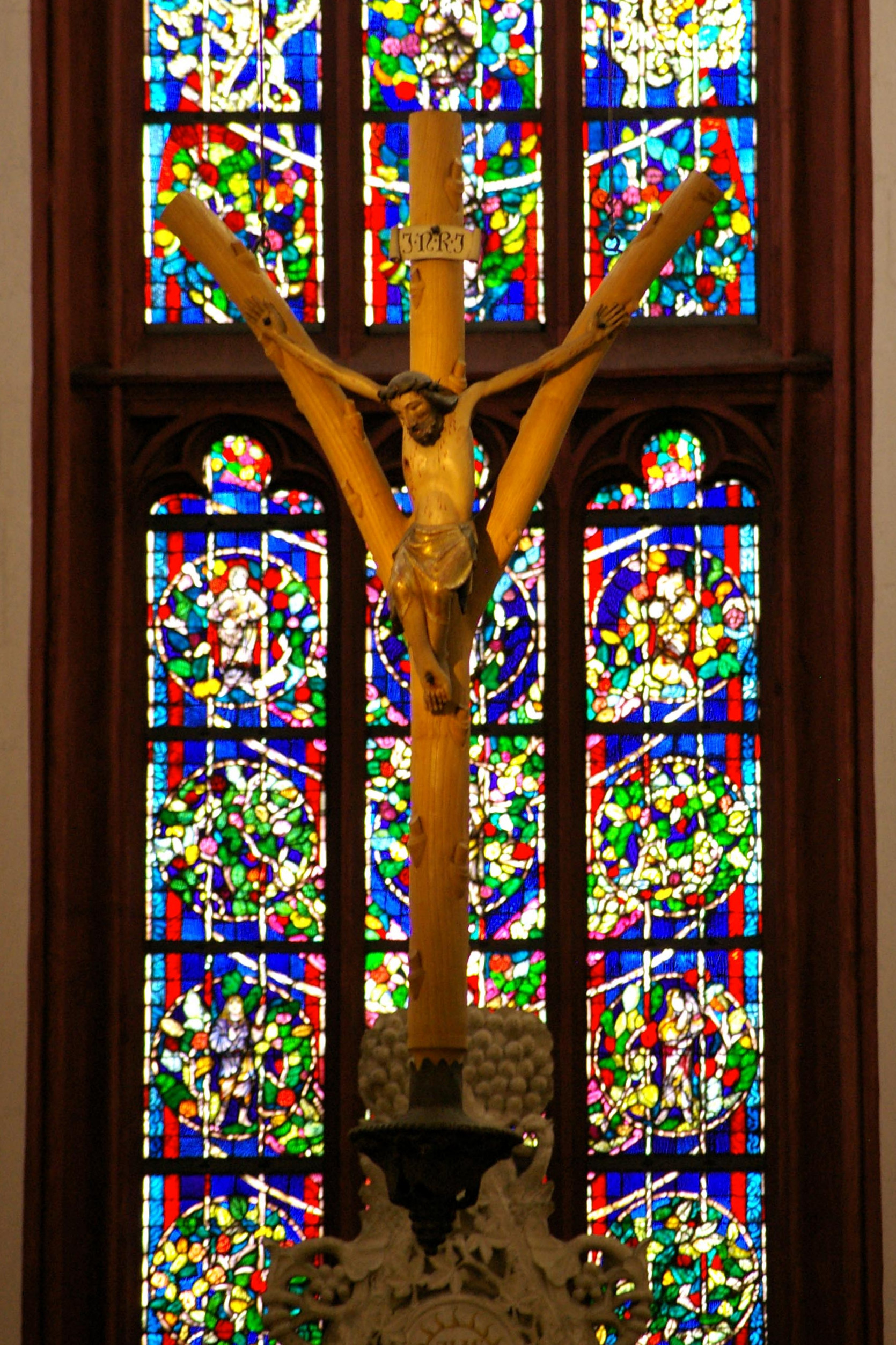
Krucyfiks widlasty
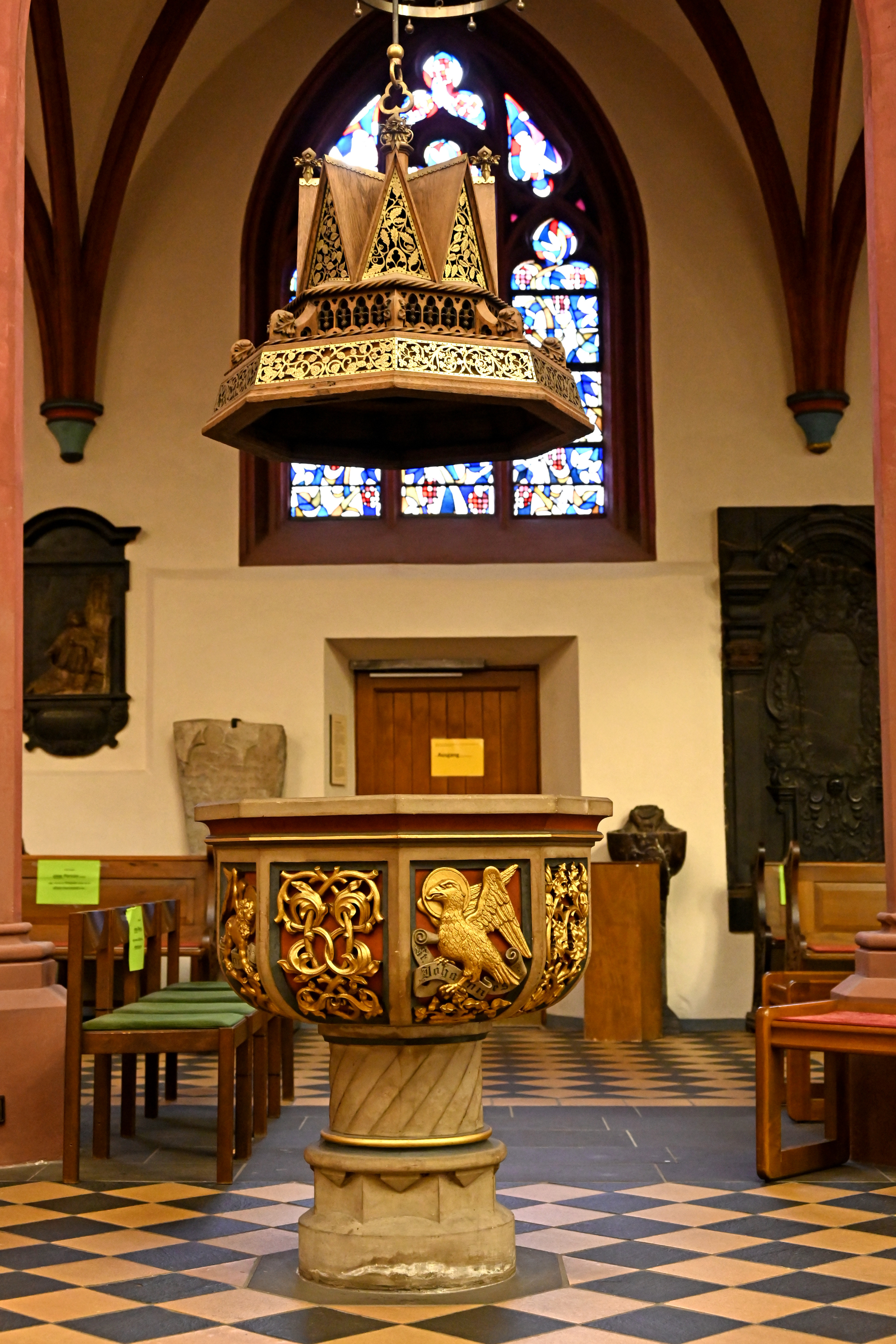
Chrzcielnica
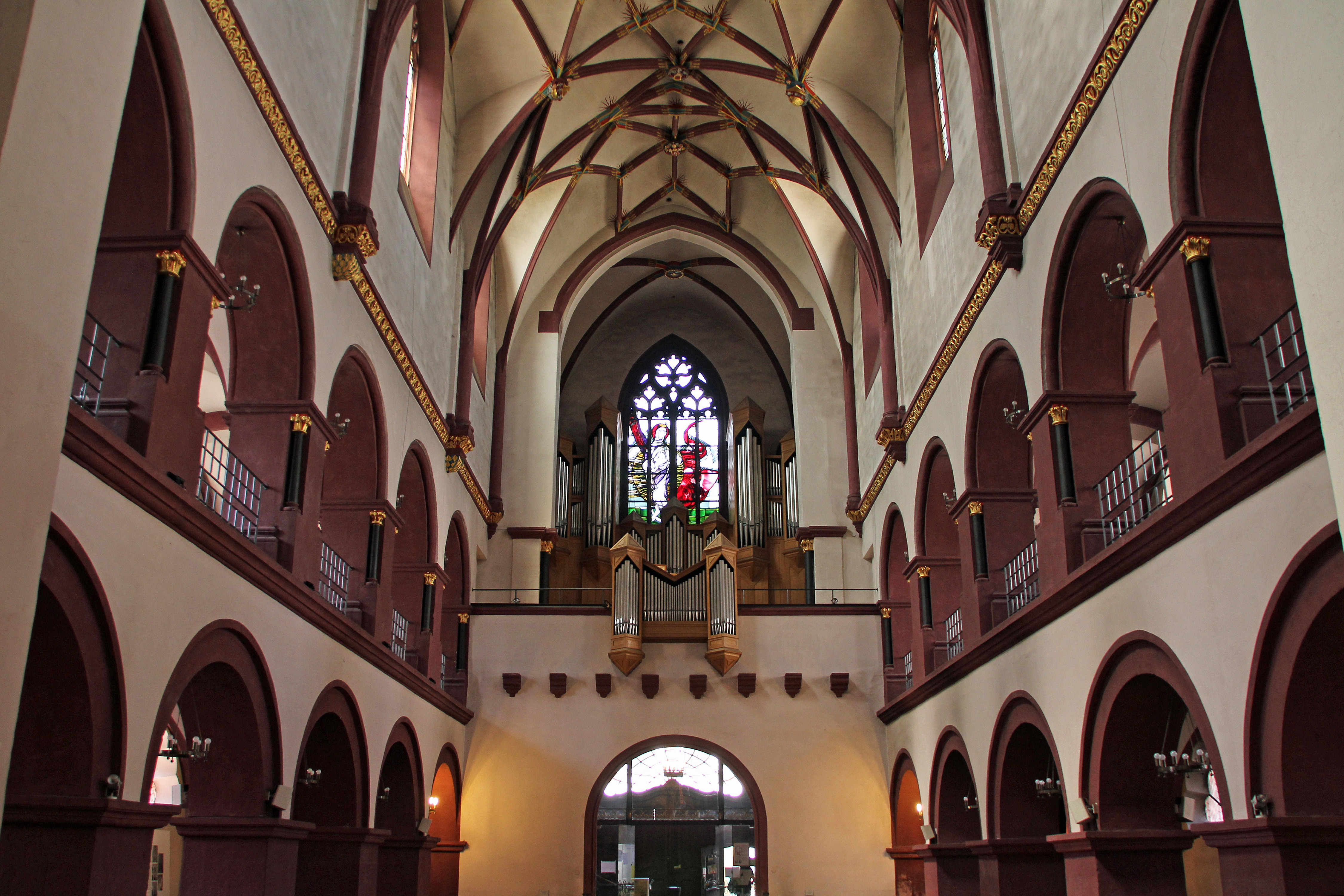
Organy